# Orval-sur-Sienne
Orval-sur-Sienne es una comuna nueva francesa situada en el departamento de Mancha, de la región de Normandía.

## Historia
Fue creada el 1 de enero de 2016, en aplicación de una resolución del prefecto de Mancha de 25 de noviembre de 2015 con la unión de las comunas de Montchaton y Orval, pasando a estar el ayuntamiento en la antigua comuna de Orval.

## Demografía
| Gráfica de evolución demográfica de Orval-sur-Sienne entre 1800 y 2013 |
|                                                                        |

Los datos entre 1800 y 2013 son el resultado de sumar los parciales de las dos comunas que forman la nueva comuna de Orval-sur-Sienne, cuyos datos se han cogido de 1800 a 1999, para las comunas de Montchaton y Orval de la página francesa EHESS/Cassini. Los demás datos se han cogido de la página del INSEE.

## Composición
| Comuna delegada | Código INSEE | Población (2013) | Superficie (km²) | Densidad (hab./km²) |
| --------------- | ------------ | ---------------- | ---------------- | ------------------- |
| Montchaton      | 50339        | 323              | 6.50             | 50                  |
| Orval           | 50388        | 857              | 12.54            | 68                  |